# St. Andreas (Kaldorf)

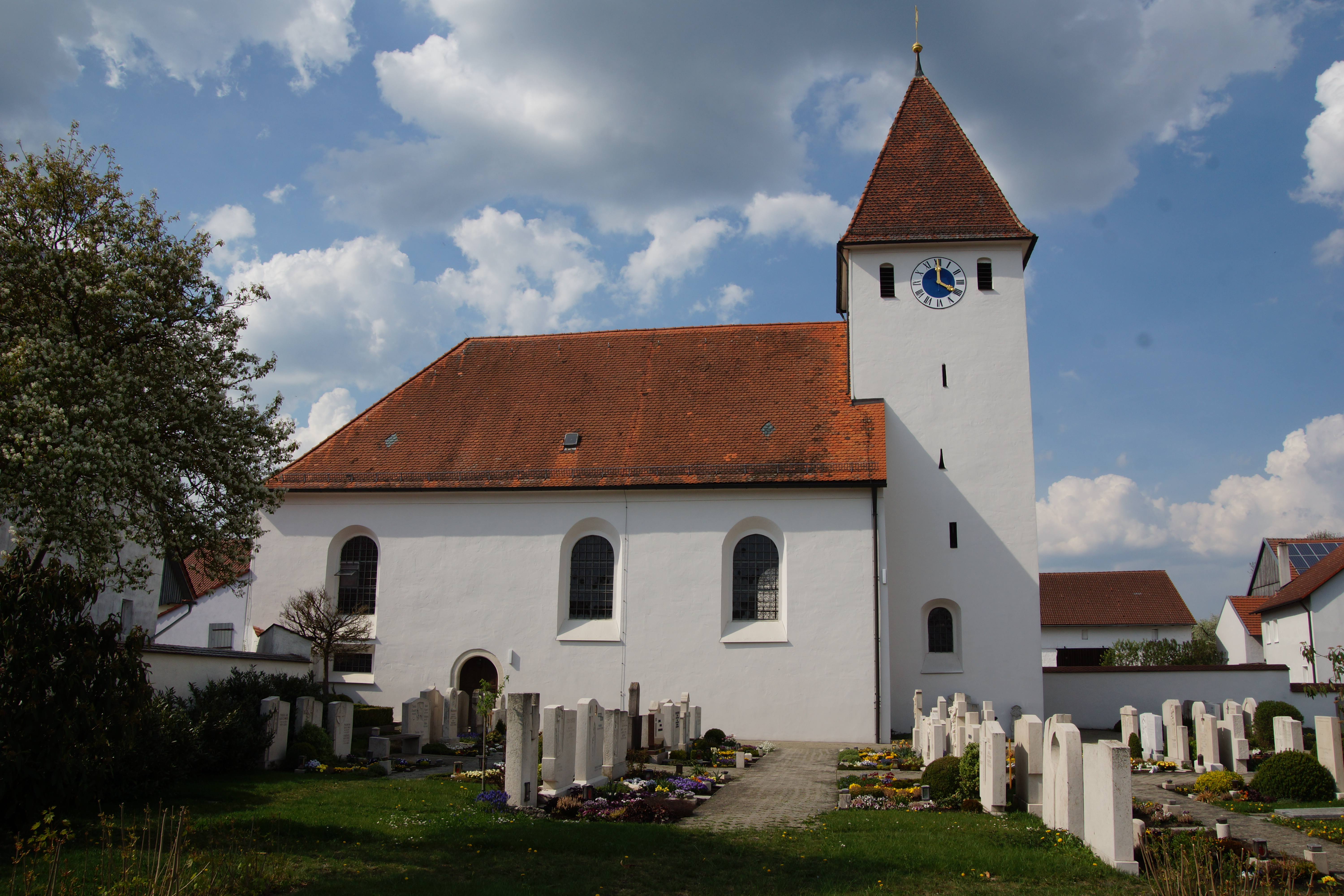
St. Andreas in Kaldorf

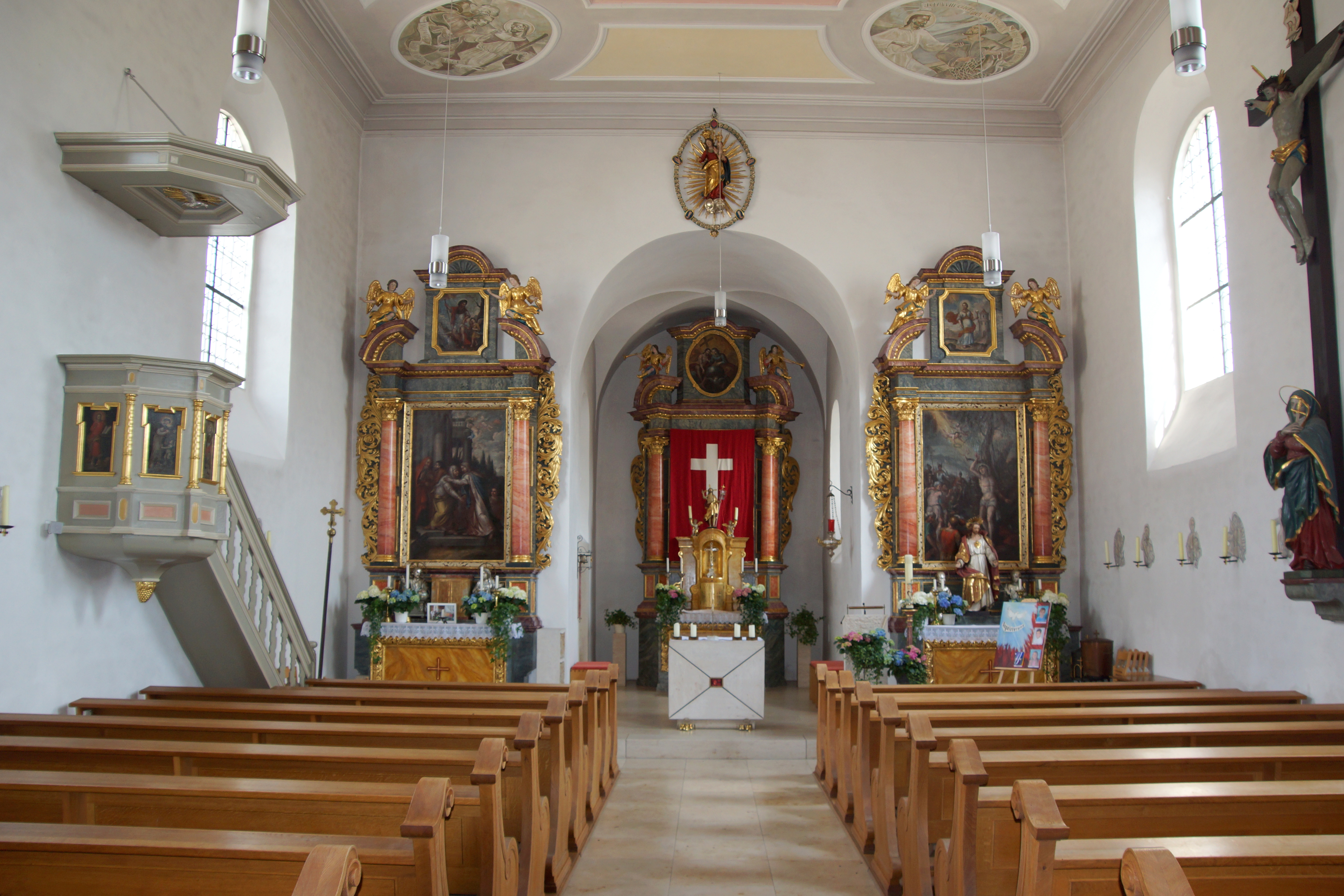
Innenansicht

Die römisch-katholische Pfarrkirche St. Andreas steht in Kaldorf, einem Gemeindeteil des Marktes Titting im oberbayerischen Landkreis Eichstätt. Sie ist in der Liste der Baudenkmäler in Titting als Nummer D-1-76-164-60 eingetragen. Die Kirche gehört zum Dekanat Eichstätt des Bistums Eichstätt.

## Beschreibung
Die barocke Saalkirche wurde 1709 nach einem Entwurf von Giovanni Battista Camessina unter Einbeziehung der unteren Geschosse des gotischen Chorturms errichtet. Das Langhaus im Westen wurde 1925 verlängert. Der Innenraum des Langhauses ist mit einer Flachdecke überspannt, der des Chors, d. h. das Erdgeschoss des Chorturms, mit einem Kreuzgewölbe. Die Retabel der Altäre werden Matthias Zink zugeschrieben. Das Altarblatt des Hochaltars zeigt das Martyrium des Kirchenpatrons, des heiligen Andreas. Vor dem Hochaltar steht ein Volksaltar aus einheimischem Marmor. Die Gestaltung eines Kruzifixes, einer Mater Dolorosa sowie einer Noli me tangere stammen aus dem Umkreis von Christian Handschuher. Die Orgel mit zwölf Registern, verteilt auf zwei Manuale und Pedal, wurde 1978 von Orgelbau Zeilhuber gebaut.
Die Kirche hat vier Bronzeglocken mit den Tönen fis′, a′, h′ und cis″. Gegossen wurden sie 1963 von Friedrich Wilhelm Schilling in Heidelberg, geweiht 1964.